# Hans-Jürgen Kintrup

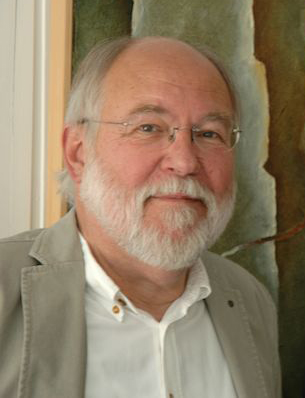
Hans-Jürgen Kintrup

Hans-Jürgen Kintrup (* Oktober 1945 in Waldmünchen; † 30. Dezember 2013 in Nördlingen) war ein deutscher Maler und Pädagoge.

## Leben
Hans-Jürgen Kintrup wurde 1945 in Waldmünchen geboren. Nach seinem Abitur in Lauingen zog er 1965 nach München, um an der Akademie der Künste zu studieren. Während seines Studiums absolvierte er 1967 ein Praktikum an der D.S. Alman Lisesi in Istanbul. 1970 erlangte er sein Kunsterzieherexamen, worauf 1971 sein Diplom und 1972 sein Zweites Staatsexamen folgte. In den Jahren von 1972 bis 1979 lehrte er als Kunsterzieher in Straubing. Im Anschluss war er von 1979 bis 1985 an der D.S. Istituto Giulia in Mailand tätig. 1985 zog Kintrup nach Nördlingen, wo er am dortigen Theodor-Heuss-Gymnasium bis 2009 als Kunstpädagoge arbeitete. Während seiner Zeit in Nördlingen war er in der dortigen Kunstszene sehr aktiv. So war er seit den 80er Jahren Mitglied einer Künstlergruppe um Oskar Bernhard, Jörg Kicherer, Wolfgang Mussgnug, Georg Sternbacher, Ute Sternbacher-Bohe, Pater Hugo Weihermüller und Brigitte Wilhelm, die sich regelmäßig, mindestens 4-wöchentlich, traf.
Kintrup verstarb nach längerer Krankheit im Dezember 2013 in Nördlingen.

## Ausstellungen

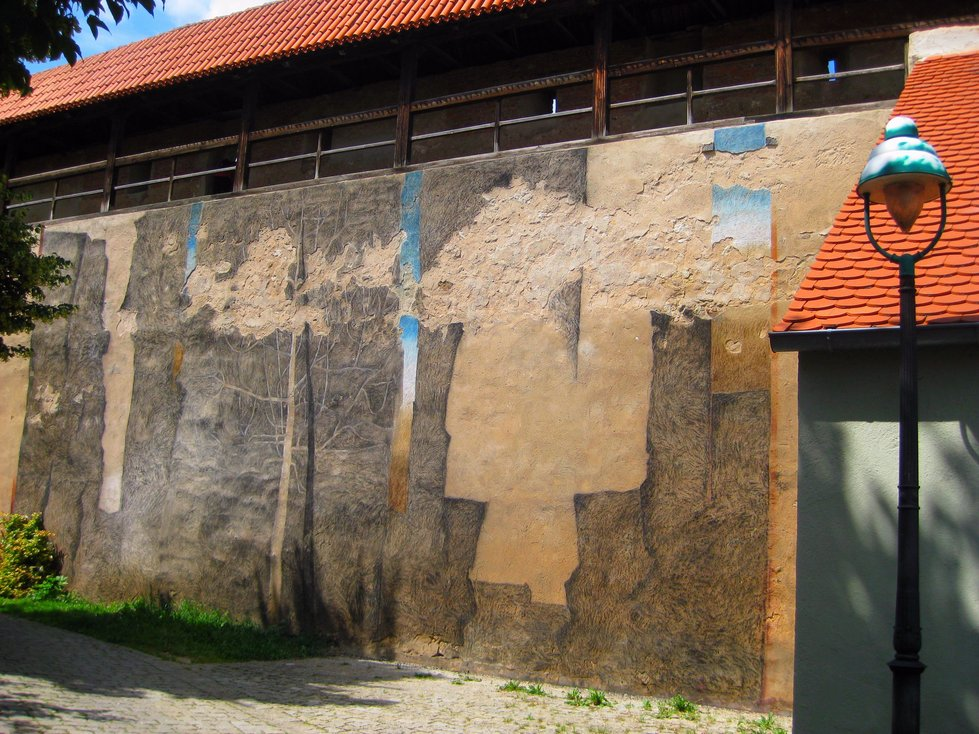
Beitrag zur Mauerschau 2009

- 1981: Galeria Vismara arte contemporanea, Mailand
- 1990: Kulturhaus Hangzhou, VR China
- 1991: Galerie Rakel, Krumbach
- 1991: Städtische Galerie, Ljubljana, Slowenien
- 1992: Künstler auf der Kapfenburg, Lauchheim
- 1993: 45. Große Schwäbische Kunstausstellung, Augsburg
- 1998: Rund um Kunst Mauerschau zur 1100-Jahr-Feier, Nördlingen
- 2009: Rund um Kunst Mauerschau zum Gedenkjahr 2009 zur 375. Wiederkehr der Schlacht bei Nördlingen
- 2011: Galleria Calù in Pfarrkirchen

## Auszeichnungen
1992 wurde Hans-Jürgen Kintrup mit dem Kunstpreis der Sparkassengalerie Nördlingen ausgezeichnet.